# Pheidole rogersi
Pheidole rogersi är en myrart som beskrevs av Auguste-Henri Forel 1902. Pheidole rogersi ingår i släktet Pheidole och familjen myror.

## Underarter
Arten delas in i följande underarter:
- P. r. rogersi
- P. r. taylori